# جولة فيفب العالمية لكرة الطائرة الشاطئية
جولة فيفب العالمية لكرة الطائرة الشاطئية هي جولة عالمية في رياضة كرة طائرة شاطئية للرجال والسيدات ينظمها الاتحاد الدولي للكرة الطائرة. بدأت المسابقة في 1989 للرجال و1992 للسيدات.